# Boswellia sacra
Boswellia sacra, el árbol del incienso, es un árbol de la familia Burseraceae. 

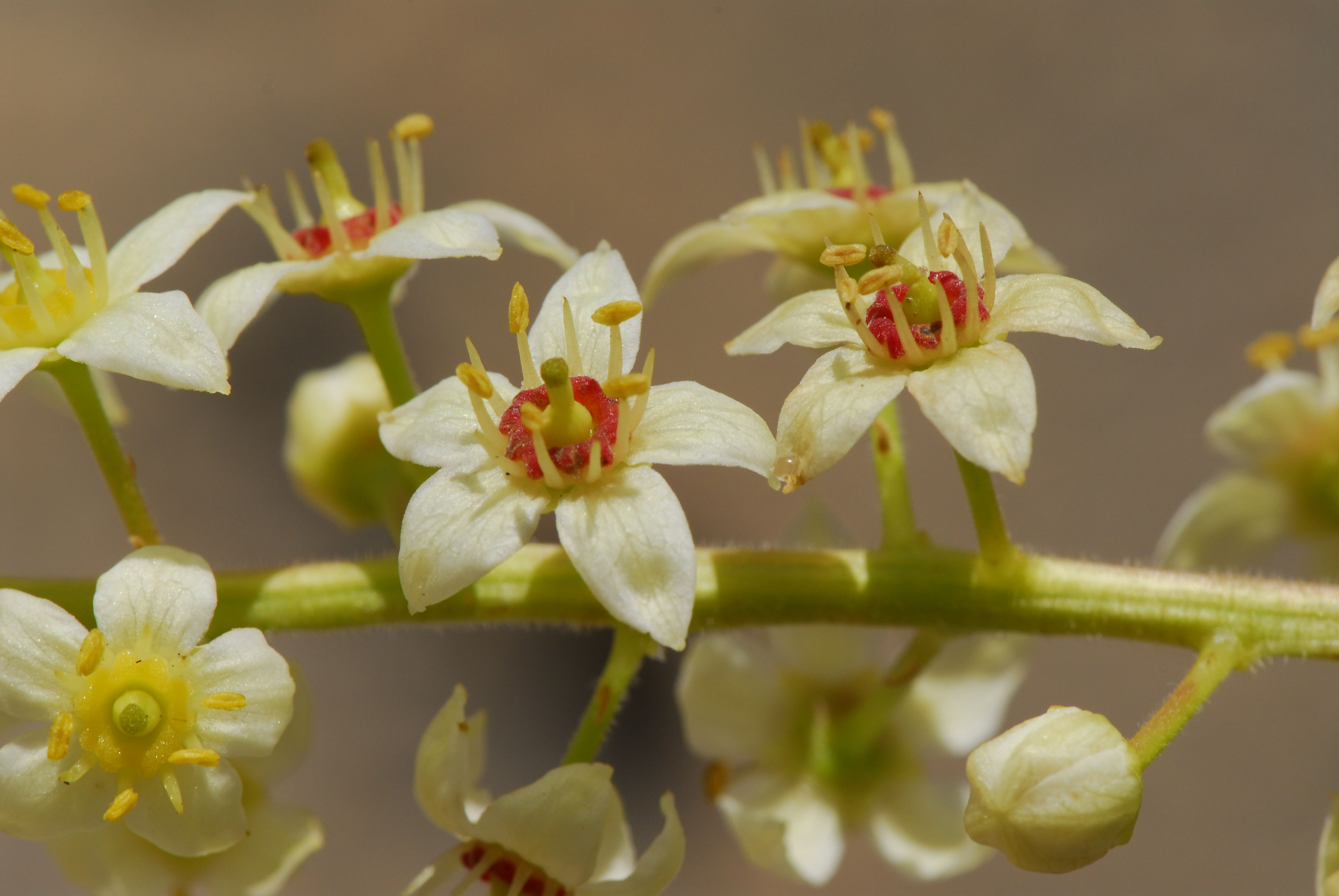
Detalle de las flores

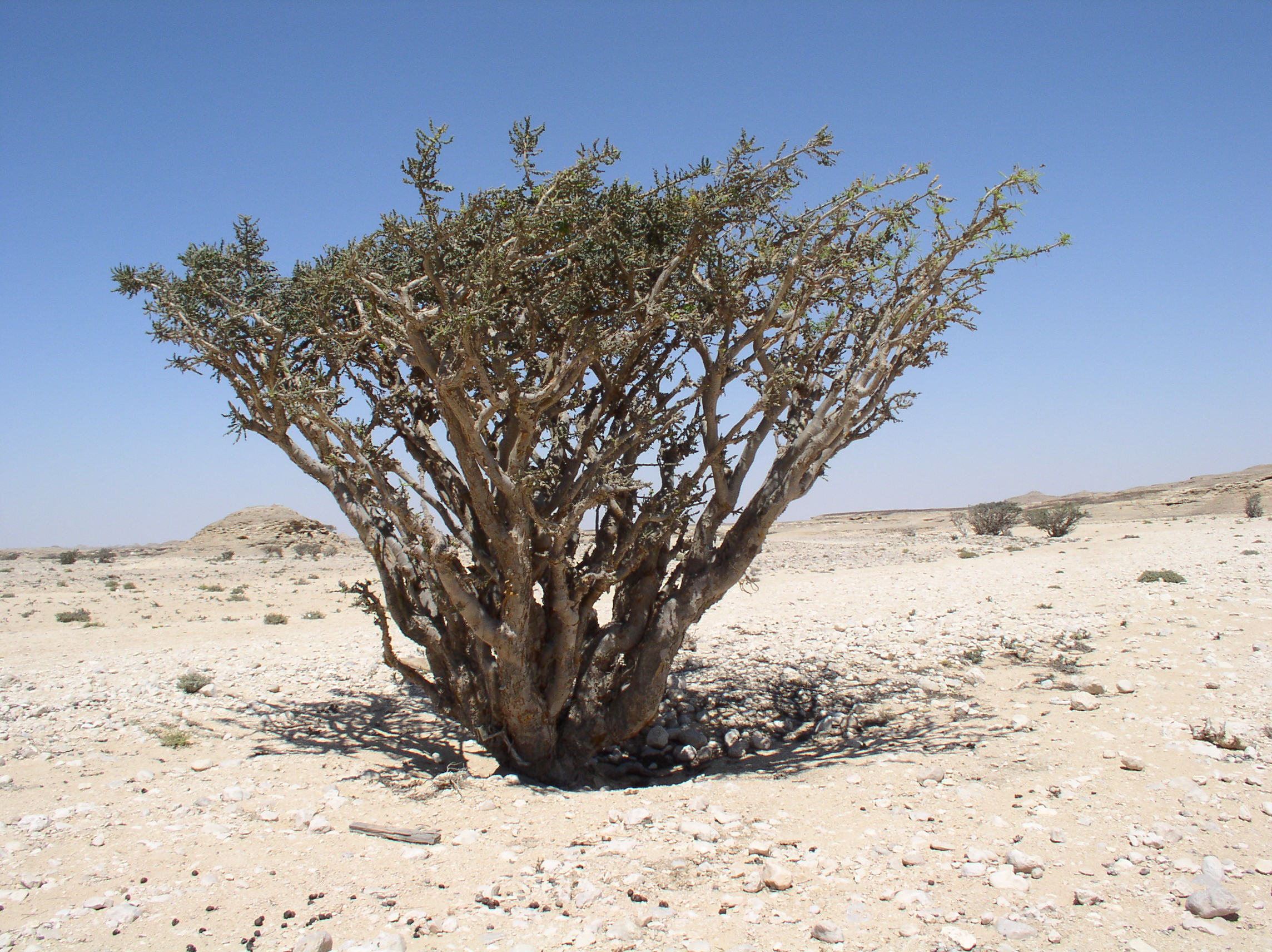
En su hábitat

## Características
Esta especie de Boswellia es un pequeño árbol de hojas caducas (hoja no perenne), que alcanza una altura de 2 a 8 metros, con uno o varios troncos. Su corteza tiene la textura del papel y se extrae fácilmente. Las hojas compuestas e impares (número impar de foliolos) crecen a lo largo de las ramas en forma opuesta. Sus diminutas flores, de un blanco amarillento, aparecen reunidas en racimos axilares; están compuestas de cinco pétalos de diez estambres y un cáliz de cinco dientes. El fruto es una cápsula de, aproximadamente, 1 cm de largo. Las hojas nuevas están recubiertas por un fino plumón.
Los individuos que crecen en las pendientes escarpadas desarrollan un muñón, en forma de cojín, en la base del tronco que se adhiere a la roca y le asegura una cierta estabilidad.

## Hábitat
El árbol del incienso se encuentra en Somalia, Etiopía, Yemen y Omán. Algunos botánicos consideran que la variedad de Somalia es una especie distinta denominada B. carteri.
Este árbol se cultiva, también, en las regiones secas del nordeste de África y al sur de la península arábiga. Tolera las situaciones más críticas y se encuentra, frecuentemente, en las pendientes rocosas y en los barrancos, hasta una altitud de unos 1.200 m. Prefiere los suelos calcáreos.

## Recogida
Boswellia sacra es una de las principales Boswellia de las que se extrae el incienso. La resina se extrae  practicando una pequeña incisión, no muy profunda, en el tronco o las ramas del árbol o bien retirando una parte de la corteza del mismo. La resina se escurre como una baba lechosa que se coagula en contacto con el aire y se recoge con la mano. El olíbano, conocido también como franquincienso o francoincienso es la resina aromática obtenida del árbol Boswellia thurifera o Boswellia sacra, y que es usado como incienso

## Taxonomía
Boswellia sacra fue descrita por Friedrich August Flueckiger y publicado en Lehrb. Pharmak 31. 1867.
Sinonimia
- Boswellia bhaw-dajiana Birdw.
- Boswellia bhaw-dajiana var. serrulata Engl.
- Boswellia carteri Birdw.
- Boswellia carteri var. subintegra Engl.
- Boswellia carteri var. undulatocrenata Engl.
- Boswellia undulatocrenata (Engl.) Engl.[2]